# Franklyn Dwomoh
Franklyn Dwomoh alias The Tank (* 6. August 2002 in Frankfurt am Main, Deutschland) ist ein 1,75 m großer deutscher Boxer in der Gewichtsklasse Leichtgewicht.

## Leben und Amateurkarriere
Franklyn Dwomoh folgte mit 7 Jahren seinem älteren Bruder Jeffrey (* 2000) zum Boxtraining beim 1. Boxclub Marburg 1947 e.V. und entwickelte starkes Interesse an dem neuen Sport. Nach etwas mehr als einem Jahr gewann Dwomoh 2011 mit 9 Jahren seinen ersten Boxkampf deutlich. Nach 25 Amateurkämpfen und 25 Siegen war Franklyns Begabung für den Boxsport eindeutig. Er trat 2013 erstmalig und siegreich zur deutschen Meisterschaft an. Im Folgejahr, 2014, wurde er erneut Deutscher Meister seiner Alters- und Gewichtsklasse. Anschließend folgte er seinem Interesse für das Fußballspielen in der weiterführenden Schule.
2 Jahre später, mit 14 Jahren, kehrte er zum Boxen zurück und gewann zum dritten Mal die deutsche Meisterschaft. Zusätzlich erhielt er die Auszeichnung als bester Boxer des Turniers. Ebenfalls 2015 trat er für Deutschland bei den Europameisterschaften an. Nach zwei gewonnenen Kämpfen schied er im Viertelfinale gegen Schottland als 4. Platz im Turnier aus. Nach den Europameisterschaften trat Franklyn Dwomoh auf Anfrage des Bundestrainers der deutschen Nationalmannschaft bei. Für seine Leistungen wurde er von der Stadt Marburg mit einem Förderpreis in Höhe von 2.000,- Euro ausgezeichnet.
Mit 15 Jahren zog Dwomoh zum Olympiastützpunkt nach Heidelberg um, wo er neben der Schulausbildung seine Boxkarriere weiter antreiben würde. Dies bedeutete für Franklyn eine deutliche Umstellung, auf 2 Mal tägliches Training sowie der Vorbereitung auf die Abiturprüfungen. Franklyn Dwomoh sollte neben seiner Boxkarriere auch den Realschulabschluss und anschließend das Fachabitur absolvieren. Mit 15 Jahren, 2016, boxte er erneut für die deutsche Nationalmannschaft um die Europameisterschaft. Franklyn Dwomoh trat bis 2017
jedes Jahr bei den deutschen Meisterschaften – siegreich – und den Europameisterschaften an. 2018 errang er bei den deutschen Meisterschaften die Bronzemedaille holte sich allerdings zusätzlich zur Teilnahme an den Europameisterschaften auch den 1. Platz des internationalen AIBA Turniers in Belgien. Mit 18 Jahren gewann Franklyn Dwomoh zum letzten Mal die deutsche Meisterschaft 2019.
Nach 2 Jahren ohne Amateurturniere erzielte Franklyn Dwomoh 2021 den 5. Platz bei den U19-Weltmeisterschaften.
Bei der U22-DM der Jugend im November 2021 in Weißenburg (Bayern) wurde er Zweiter.
Im Juni 2022 beendete der junge Frankfurter seine Amateurkarriere und entschied sich zum Wechsel in die Profidivision.

## Profikarriere
Am 15. Juni 2022 absolvierte Franklyn Dwomoh auf der internationalen FightNight von Legacy Sports Management in der Stadthalle in Wuppertal erfolgreich sein Profidebüt gegen den erfahrenen Profiboxer Giorgi Gachechiladze und gewann nach Punkten. Seit seinem Wechsel in die Profidivision steht Franklyn Dwomoh unter Vertrag bei der deutschen Boxpromotion und Management Legacy Sports Management in Düsseldorf. Am 25.02.23 stieg Franklyn in seinem zweiten Kampf gegen den erfahrenen Nicaraguaner Yader Cardoza (26 - 23 - 1 - 8KO´s) in der Ostermann-Arena in Leverkusen in den Ring und entschied auch diesen Kampf nach Punkten für sich.
| Jahr | Tag          | Ort                               | Gegner               | Ergebnis für Dwomoh |
| ---- | ------------ | --------------------------------- | -------------------- | ------------------- |
| 2022 | 15. Juli     | Historische Stadthalle, Wuppertal | Giorgi Gachechiladze | Sieg / UD           |
| 2023 | 25. Februar  | Ostermann Arena, Leverkusen       | Yader Cardoza        | Sieg / UD           |
| 2023 | 24. Juni     | Stadthalle, Rostock               | Achiko Odikadze      | Sieg / UD           |
| 2023 | 1. September | Stadthalle, Gütersloh             | Robin Zamora         | Sieg / UD           |
| 2023 | 14. Oktober  | Rudolf Weber-Arena, Oberhausen    | Nika Kokashvili      | Sieg / KO           |

Quelle BoxRec-Statistik